# Spencer Perceval
Spencer Perceval (n. 1 noiembrie 1762, Londra -  d. 11 mai 1812) a fost un politician britanic, prim ministru al Marii Britanii în perioada 1809-1812.
A intrat în Parlament în 1796 și a sprijinit politica lui William Pitt, de război împotriva Franței.
A fost asasinat în Camera Comunelor de către John Bellingham pe data de 11 mai 1812.